# Sursilvan
Le sursilvan, ou encore sursylvain ou surselvien, est l'un des cinq idiomes de la langue romanche, parlée dans le canton des Grisons, en Suisse.
Les autres idiomes sont le vallader, le puter, le surmiran (en) et le sutsilvan (en).
Le sursilvan est parlé dans les régions de Surselva et d'Imboden, à l'ouest du canton.
On compte environ 15 000 locuteurs aux Grisons, ce qui en fait l'idiome romanche le plus parlé (56 % de tous les locuteurs romanches du canton).